# Championnat du Cap-Vert de football 2013
Navigation
Saison précédente Saison suivante
La saison 2013 du Championnat du Cap-Vert de football est la trente-quatrième édition de la première division capverdienne, le Campeonato Nacional. Après une phase régionale qualificative disputée sur chacune des neuf îles habitées de l'archipel, les onze meilleures équipes et le tenant du titre disputent le championnat national, joué en deux phases :
- une phase de poules (deux poules de six équipes) dont seuls les deux premiers accèdent à la phase finale
- une phase finale à élimination directe (demi-finales et finale) en matchs aller et retour qui détermine le vainqueur du championnat

C’est le CS Mindelense qui remporte la compétition cette saison, après avoir battu l'Associação Académica do Porto Novo en finale nationale. Il s'agit du neuvième titre de champion du Cap-Vert de l’histoire du CS Mindelense.

## Les clubs participants
- Sporting Clube da Praia (tenant du titre)
- Île de Boavista :
  - Onze Estrelas Boa Vista
- Île de Brava :
  - Sport Clube Juventude Portuária da Furna
- Île de Fogo :
  - Associação Académica do Fogo
- Île de Maio :
  - Académico 83
- Île de Sal :
  - Académico do Aeroporto
- Île de Santiago :
  - Scorpions Vermelho (zone Nord)
  - Desportivo da Praia (zone Sud)
- Île de Santo Antão :
  - Solpontense Futebol Clube (zone Nord)
  - Associação Académica do Porto Novo (zone Sud)
- Île de São Nicolau:
  - FC Ultramarina
- Île de São Vicente:
  - CS Mindelense

## Compétition

### Phase de poules
Le barème utilisé pour établir le classement est le suivant :
- Victoire : 3 points
- Match nul : 1 point
- Défaite, forfait ou abandon : 0 point

| Rang | Équipe                                   | Pts | J | G | N | P | Bp | Bc | Diff |
| ---- | ---------------------------------------- | --- | - | - | - | - | -- | -- | ---- |
| 1    | Desportivo da Praia                      | 13  | 5 | 4 | 1 | 0 | 12 | 2  | +10  |
| 2    | CS Mindelense                            | 10  | 5 | 3 | 1 | 1 | 9  | 4  | +5   |
| 3    | Académico do Aeroporto                   | 9   | 5 | 2 | 3 | 0 | 3  | 1  | +2   |
| 4    | FC Ultramarina                           | 4   | 5 | 1 | 1 | 3 | 5  | 12 | -7   |
| 5    | Onze Estrelas Boa Vista                  | 2   | 5 | 0 | 2 | 3 | 4  | 9  | -5   |
| 6    | Sport Clube Juventude Portuária da Furna | 2   | 5 | 0 | 2 | 3 | 3  | 8  | -5   |

| Rang | Équipe                             | Pts | J | G | N | P | Bp | Bc | Diff |
| ---- | ---------------------------------- | --- | - | - | - | - | -- | -- | ---- |
| 1    | Associação Académica do Fogo       | 11  | 5 | 3 | 2 | 0 | 4  | 0  | +4   |
| 2    | Associação Académica do Porto Novo | 10  | 5 | 3 | 1 | 1 | 5  | 1  | +4   |
| 3    | Sporting Clube da PraiaT           | 9   | 5 | 2 | 3 | 0 | 6  | 3  | +3   |
| 4    | Solpontense Futebol Clube          | 6   | 5 | 1 | 3 | 1 | 6  | 6  | 0    |
| 5    | Académico 83                       | 2   | 5 | 0 | 2 | 3 | 5  | 11 | -6   |
| 6    | Scorpions Vermelho                 | 1   | 5 | 0 | 1 | 4 | 1  | 6  | -5   |

### Phase finale
|  | Demi-finales                       | Demi-finales                       | Demi-finales                       | Demi-finales                       |               |               | Finale | Finale | Finale | Finale |
|  |                                    |                                    |                                    |                                    |               |               |        |        |        |        |
|  |                                    |                                    |                                    |                                    |               |               |        |        |        |        |
|  | CS Mindelense                      | CS Mindelense                      | 1                                  | 1                                  |               |               |        |        |        |        |
|  | CS Mindelense                      | CS Mindelense                      | 1                                  | 1                                  |               |               |        |        |        |        |
|  | Associação Académica do Fogo       | Associação Académica do Fogo       | 1                                  | 0                                  |               |               |        |        |        |        |
|  | Associação Académica do Fogo       | Associação Académica do Fogo       | 1                                  | 0                                  | CS Mindelense | CS Mindelense | 3      | 2      |        |        |
|  |                                    |                                    |                                    |                                    | CS Mindelense | CS Mindelense | 3      | 2      |        |        |
|  |                                    |                                    | Associação Académica do Porto Novo | Associação Académica do Porto Novo | 0             | 2             |        |        |        |        |
|  | Associação Académica do Porto Novo | Associação Académica do Porto Novo | Associação Académica do Porto Novo | Associação Académica do Porto Novo | 0             | 2             | 3      | 0      |        |        |
|  | Associação Académica do Porto Novo | Associação Académica do Porto Novo |                                    |                                    |               |               |        | 0      |        |        |
|  | Desportivo da Praia                | Desportivo da Praia                | 0                                  | 1                                  |               |               |        |        |        |        |
|  | Desportivo da Praia                | Desportivo da Praia                | 0                                  | 1                                  |               |               |        |        |        |        |

## Bilan de la saison
| Championnat du Cap-Vert de football 2013 |                          |
| Champion                                 | CS Mindelense (9e titre) |
| Coupes et trophées                       |                          |
| Vainqueur de la Coupe du Cap-Vert 2013   | Non disputée             |
| Qualifications continentales             |                          |
| Ligue des champions de la CAF 2014       | Aucun                    |
| Coupe de la confédération 2014           | Aucun                    |
| Promotions et relégations                |                          |
| Promus en Campeonato Naçional            | Aucun                    |
| Relégués                                 | Aucun                    |